# Parada de Coveta Fumà (TRAM Alicante)
Coveta Fumà es una parada del TRAM Metropolitano de Alicante donde presta servicio la línea 1. Está situada en la zona norte del término municipal de Campello.

## Localización y características
Se encuentra ubicada junto a la calle Central, desde donde se accede. Dispone de un andén y una vía. Está junto a las urbanizaciones del norte del municipio y cercana al mar.

## Líneas y conexiones
| << Cabecera | < Estación | Línea | Estación >   | Cabecera >> |
| ----------- | ---------- | ----- | ------------ | ----------- |
| Luceros     | Amerador   |       | Cala Piteres | Benidorm    |